# Leucostele skottsbergii
Leucostele skottsbergii ist eine Pflanzenart aus der Gattung Leucostele in der Familie der Kakteengewächse (Cactaceae). Das Artepitheton skottsbergii ehrt den schwedischen Botaniker und Entdecker Carl Johan Fredrik Skottsberg.

## Beschreibung
Leucostele skottsbergii wächst strauchig mit wenigen, von der Basis aus verzweigten, säuligen Zweigen und erreicht Wuchshöhen von bis zu 2 Metern. Die zylindrischen, graugrünen Triebe erreichen Durchmesser von bis zu 14 Zentimeter. Es sind 16 bis 21 Rippen vorhanden. Die auf ihnen befindlichen Areolen sind gräulich schwarz. Die aus ihnen entspringenden Dornen sind hellbraun bis grau. Die meist vier bis sechs Mitteldornen sind bis zu 12 Zentimeter lang. Die 22 bis 26 biegbaren, ausgebreiteten, borstigen Randdornen sind nicht besonders stechend und weisen eine Länge von bis zu 6 Zentimeter auf.
Die trichterförmigen, weißen, rosa überhauchten Blüten erscheinen seitlich an den Trieben und öffnen sich am Tag. Sie sind 10 bis 12 Zentimeter lang. Ihre Blütenröhre ist mit schwarzen oder grauen Haaren besetzt. Die kugelförmigen Früchte sind grün.

## Verbreitung und Systematik
Leucostele skottsbergii ist in der chilenischen Region Coquimbo in Höhenlagen von 200 bis 800 Metern verbreitet.
Die Erstbeschreibung als Trichocereus skottsbergii durch Carl Johan Fredrik Skottsberg wurde 1950 veröffentlicht. Pablo C. Guerrero und Helmut Walter stellten die Art 2019 in die Gattung Leucostele.  Weitere nomenklatorische Synonyme sind Echinopsis skottsbergii (Backeb. ex Skottsb.) H.Friedrich & G.D.Rowley (1974) und Echinopsis chiloensis subsp. skottsbergii (Backeb. ex Skottsb.)G.J.Charles (2005).

## Nachweise